# Diocesi di Elvira

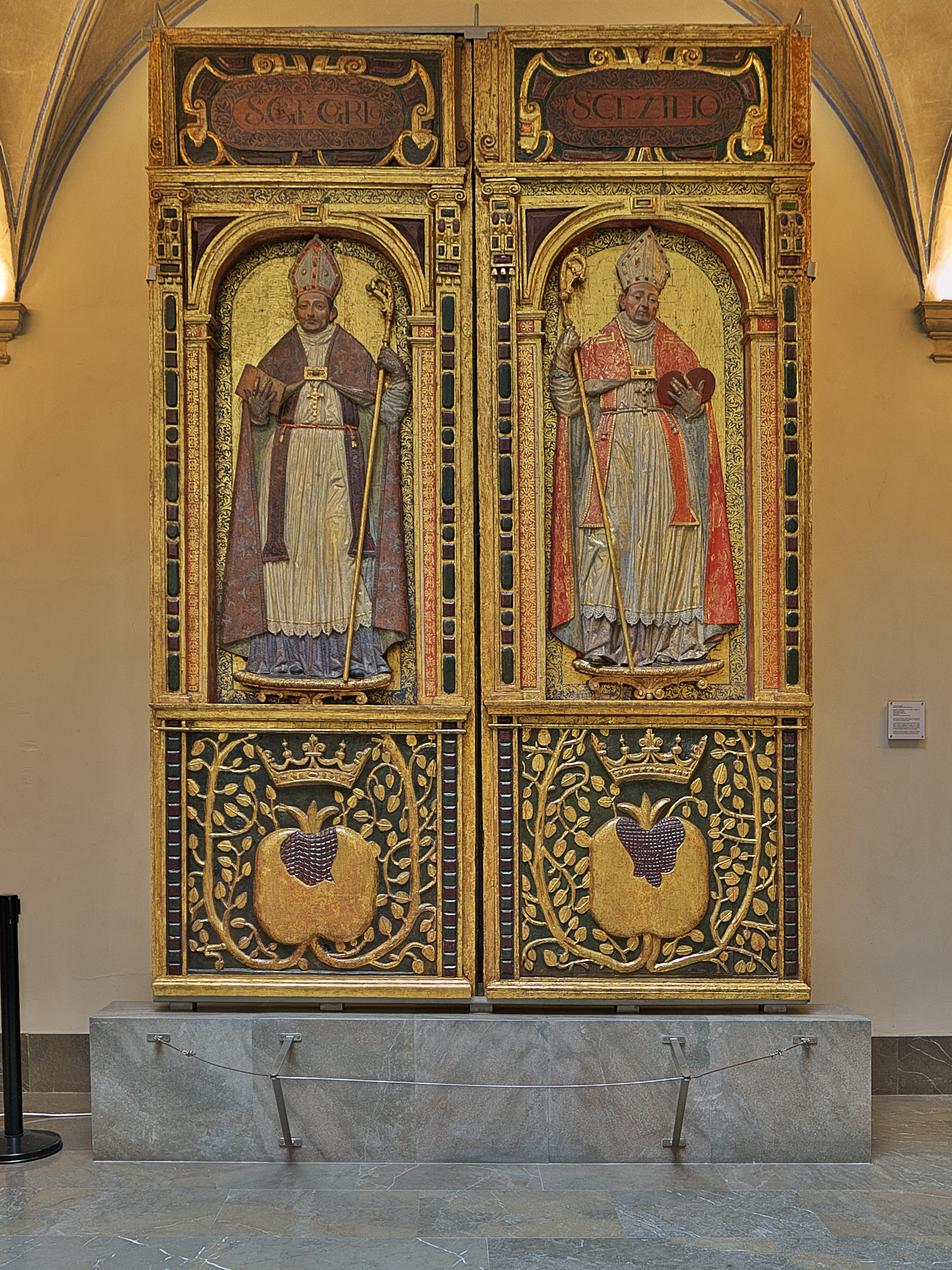
Tavola lignea con la raffigurazione dei santi Cecilio e Gregorio di Elvira.

La diocesi di Elvira (in latino Dioecesis Iliberritana) è una sede soppressa della Chiesa cattolica in Spagna. Con il titolo di Illiberi è dal 1969 una sede titolare della Chiesa cattolica.

## Storia
Illiberi è il nome di un'antica città iberica, chiamata dai romani Municipium Florentinum Iliberitanum. In epoca tardo-romana e poi nei secoli successivi il nome della città ebbe diverse varianti, finché prevalse la forma Elvira. A tutt'oggi è discussa l'ubicazione della città, che alcuni vogliono identificare con Granada, altri con Medina Elvira, sito archeologico a 10 km circa da Granada.
Illiberi fu sede di un'antica diocesi della Spagna visigota, nella provincia della Betica, suffraganea dell'arcidiocesi di Siviglia. Una tradizione leggendaria attribuisce la fondazione della Chiesa iliberritana a san Cecilio, uno dei 7 varones apostólicos che si dice siano stati mandati da san Pietro e san Paolo ad evangelizzare la penisola iberica. Di certo il cristianesimo era già largamente diffuso all'inizio del IV secolo, a tal punto che la città fu scelta come sede del primo concilio nazionale della Chiesa iberica.
Un manoscritto dell'Escorial, datato al 962, riporta una lista di 62 vescovi di Elvira, da san Cecilio, attribuito al I secolo, a Gapio nel IX secolo. Enrique Flórez crede nella storicità di quest'elenco, benché pochi siano i vescovi documentati anche da altre fonti storiche, il primo dei quali è Fabiano, il 10º della lista, che corrisponde certamente a Flaviano documentato dagli atti del famoso concilio. Tuttavia manca un vescovo storicamente accertato, san Gregorio, proficuo scrittore ecclesiastico e strenuo difensore della fede nicena contro gli ariani, vissuto alla fine del IV secolo. Inoltre il secondo vescovo ha un nome goto, Leubesindo, anacronistico nei primi tre secoli dell'era cristiana.
Tra la fine del VI e la fine del VII secolo 8 vescovi della lista dell'Escorial sono storicamente documentati per la loro presenza ai concili nazionali della Chiesa visigota, celebrati a Toledo tra il 589 e il 693. A partire dall'VIII secolo la città fu conquistata dagli Arabi e degli oltre 20 vescovi di questo periodo, solo 3 sono storicamente documentati anche da altre fonti: Egila, inviato come vescovo missionario da papa Adriano I (777-784); Nifridio, che prese parte al sinodo di Cordova dell'839; Samuele, suo successore, menzionato nell'Apologeticum di Sansone di Cordova, che abiurò la propria fede e si fece persecutore dei cristiani.
Oltre alla lista, sono noti due soli vescovi. Recemundo fu ambasciatore di Abd al-Rahman III presso l'imperatore Ottone I ed ottenne come premio la cattedra di Elvira nel 956; fu autore del Liber Anoe Harib, calendario in arabo offerto al califfo di Cordova (861). La sede di Elvira continuò a sussistere probabilmente fino al XII secolo, quando gli Almohadi distrussero la città e posero fine all'antica diocesi. L'ultimo vescovo noto è un anonimo, menzionato nella Historia Compostellana, che nel 1116 soggiornò alla corte reale di Castiglia e Leon. Sul suo territorio fu eretta, il 10 dicembre 1492, l'arcidiocesi di Granada.
Dal 1969 Elvira è annoverata tra le sedi vescovili titolari della Chiesa cattolica con il nome di Illiberi; dal 30 settembre 2022 il vescovo titolare è José María Avendaño Perea, vescovo ausiliare di Getafe.

## Cronotassi

### Vescovi
- San Cecilio †
- Leubesindo †
- Ameanto †
- Ascanio †
- Giuliano †
- Augustulo †
- Marturio †
- Gregorio I †
- Pietro I †
- Fabiano (Flaviano) † (circa 300/312)
- Onasterio †
- Optato †
- Pietro II †
- Zoilo †
- San Gregorio II † (circa 357 - circa 392)
- Giovanni I †
- Valerio †
- Lusidio †
- Giovanni II †
- Giovanni III †
- Urso  †
- Giovanni IV †
- Giovanni V †
- Mancio  †
- Respecto †
- Caritone †
- Pietro III †
- Vincenzo †
- Onorio †
- Stefano † (menzionato nel 589)
- Baddo † (menzionato nel 597)[4]
- Bísino (prima del 610 - dopo il 619)[5]
- Felice †
- Eterio † (prima del 633 - dopo il 646)
- Aya o Aga † (menzionato nel 653)
- Antonio †
- Argibado † (prima del 681 - dopo il 683)
- Argemiro †
- Bapirio †
- Giovanni VI † (menzionato nel 688)
- Centerio † (menzionato nel 693)
- Trectemundo †
- Dadila †
- Adica †
- Balduigi †
- Egila † (circa 777/784)
- Daniel †
- Gervasio †
- Turibio †
- Ágila †
- Gebuldo †
- Sintila †
- Samuele I †
- Gervasio †
- Recaredo †
- Manila †
- Sennaion †
- Nifridio † (menzionato nell'839)
- Samuele II † (? - 850 deposto)
- Pantaleone †
- Gundaforio †
- Pirrivio †
- Gapio †
- Recemundo † (956 - dopo il 961)
- Anonimo † (menzionato nel 1116)

### Vescovi titolari
- Onofre Cândido Rosa, S.D.B. † (9 gennaio 1970 - 5 luglio 1978 succeduto vescovo di Corumbá)
- Albino Mamede Cleto † (6 dicembre 1982 - 29 ottobre 1997 nominato vescovo coadiutore di Coimbra)
- Gílio Felício (21 gennaio 1998 - 11 dicembre 2002 nominato vescovo di Bagé)
- Cristián Contreras Villarroel (25 aprile 2003 - 7 marzo 2014 nominato vescovo di Melipilla)
- Luis Fernando Rodríguez Velásquez (5 luglio 2014 - 22 aprile 2022 nominato arcivescovo coadiutore di Cali)
- José María Avendaño Perea, dal 30 settembre 2022